# Château de Freundstein
Pour les articles homonymes, voir Freundstein.
Le château de Freundstein est un monument historique situé à Goldbach-Altenbach, dans le département français du Haut-Rhin.
Il est un point culminant, très apprécié des randonneurs. Se trouve à proximité, la ferme auberge du Freundstein.

## Localisation
Ce bâtiment est situé à Goldbach-Altenbach à 927 m d'altitude, sur la route allant du Vieil-Armand au col Amic.

## Historique
Le château fut bâti dans la seconde moitié du XIIIe siècle avec la particularité d'appartenir à deux suzerains, l'abbaye de Murbach et l'évêque de Strasbourg. Il est dit qu'en 1927 le château fut offert en fief à la famille de Waldner von Freundstein, à laquelle il appartiendrait toujours encore de nos jours, quoiqu'en ruine (restes d’un donjon qui a aussi servi de logis, escalier très endommagé et périlleux d'accès), abandonné et dont la destination fut maintes fois modifiée au cours de l'histoire.
Son état s'est progressivement altéré depuis le début du XIVe siècle, et s'est gravement dégradé à la suite du séisme de 1356 à Bâle.
En 1457 les Waldner de Freundstein achètent aux Nobles de Wattwiller, le château de Weckenthal (situé à l’extrême sud du ban de Berrwiller. Seize années plus tard, en 1473, les Soultziens en guerre avec les Waldner, pillent le village de Berrwiller et assiègent le château de Weckenthal, mais sans parvenir à y entrer. En 1490, ces mêmes Soultziens mettent à sac le château de Freundstein, propriété des Waldner. Cette seconde vague du pillage du château intervient après celle des Mulhousiens en 1441 en conflit avec la Famille Waldner de Freundstein.
En 1525 au cours de la guerre des Paysans allemands, un incendie causé par un soulèvement et le siège par les rustauds venus du Sundgau (nota: les paysans veulent conserver le « vieux droit » transmis oralement et n'acceptent pas le droit romain que les seigneurs souhaitent introduire), ravage à nouveau le château , plus tard l'édifice sera détruit par la foudre en 1562.
Il fut partiellement restauré au cours du XIVe siècle mais sera définitivement abandonné au début du XVIIe siècle.
Rappelons que le château faisant face au Vieil-Armand et situé non loin de la ligne de front, fut reconverti à partir de fin 1915, en observatoire militaire par l'armée française durant la Seconde Guerre mondiale.
L'édifice fait l'objet d'un classement au titre des monuments historiques depuis 1922.

## Description
Fortifié de manière à pouvoir résister aussi bien à une attaque directe qu'à un siège, le logis du château de Freundstein fut construit selon un plan quadrangulaire sur du rocher granitique plutôt difficile à distinguer sur place, car recouvert et dont l'état de ruine ne facilite pas le constat. Les murs du château sont construits en moellons de grauwacke, roche sédimentaire détritique tendre à travailler. Les ouvertures à chambranles plus résistantes sont en granit. Bâti en tant que château fort, c'est-à-dire résidence fortifiée du détenteur du droit de ban, le château du Freunstein même dans sa période la plus faste, demeure un ouvrage très sommaire sur le plan architectural.